# Papilio zenobia
Papilio zenobia là một loài bướm thuộc họ Bướm phượng (Papilionidae). 
Loài Papilio zenobia được mô tả năm 1775 bởi Fabricius. Loài bướm Papilio zenobia sinh sống ở Guinea, Sierra Leone, Liberia, Bờ Biển Ngà, Ghana, Nigeria, Cameroon, Guinea Xích đạo, Cộng hòa Congo và Uganda.
Ấu trùng ăn các loài Piper, gồm cả Piper umbellatum.

## Hình ảnh

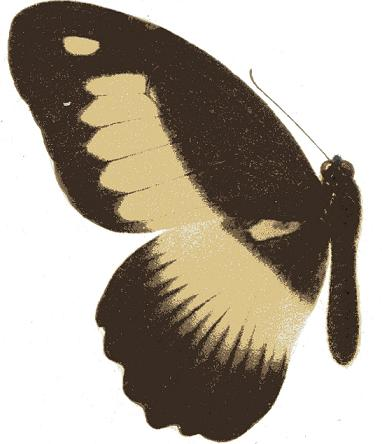
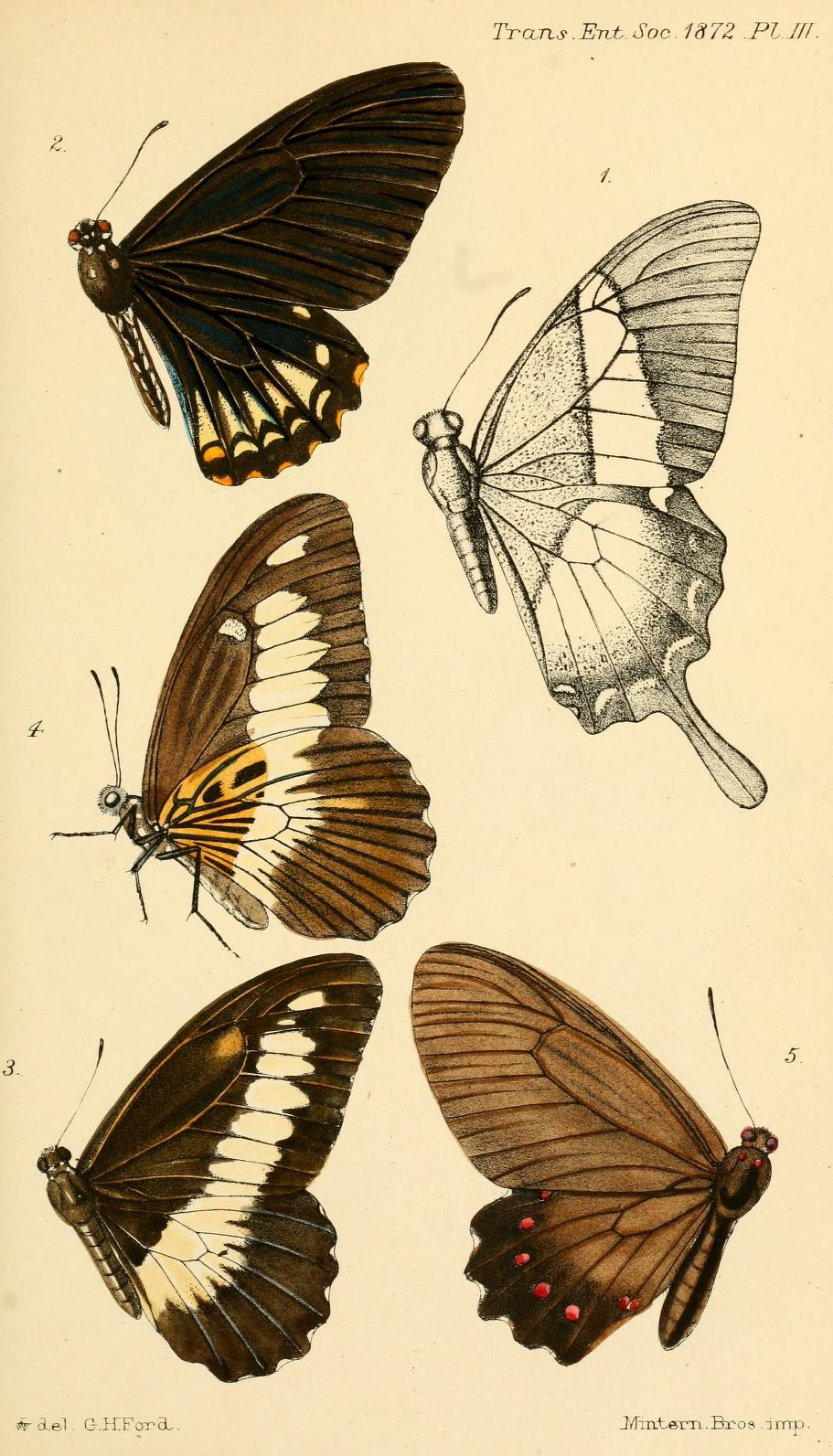